# Relazioni bilaterali tra Italia e Serbia
Le relazioni bilaterali tra Italia e Serbia fanno riferimento ai rapporti diplomatici fra la Repubblica Italiana e la Repubblica di Serbia. L'Italia ha un'ambasciata a Belgrado, la Serbia ha un'ambasciata a Roma, due Consolati generali a Milano e Trieste e tre consolati onorari a Firenze, Teramo e Treviso.

## Storia

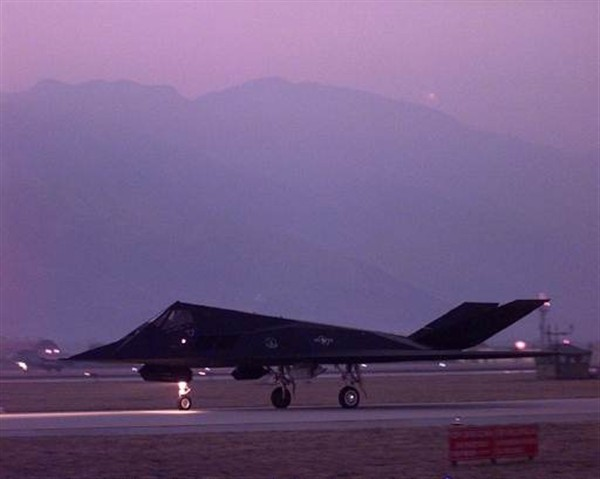
Un F-117 Nighthawk in fase di decollo dalla base di Aviano, nel marzo 1999, nell'ambito delle operazioni NATO in Jugoslavia.

Durante la presidenza di Slobodan Milošević, i rapporti tra Italia e Serbia-Montenegro furono freddi ma duraturi. Il governo italiano acquistò quote azionarie di Telekom Serbia, ma l'Italia prese anche parte al bombardamento NATO della Jugoslavia del 1999, concedendo la base di Aviano come punto di partenza per i bombardieri.